# Салажени (Арад)
Салажени (рум. Sălăjeni) насеље је у Румунији у жупанији Арад у граду Себиш. Место се налази на надморској висини од 220 m.

## Становништво
Према подацима из 2002. године у насељу је живело 202 становника, од којих су сви румунске националности.